# 프라부수쿠스
프라부수쿠스(학명:Pravusuchus hortus)는 악어목 피토사우루스과에 속하는 악어이다. 지금은 멸종된 악어로 몸길이는 6~9m인 거대한 악어에 속한다.

## 특징
프라부수쿠스는 다른 피토사우루스과의 악어와는 달리 콧구멍의 측면이 비강 뼈가 아닌 두개골에 의해 형성이 된다. 비강, 맥시야 및 프리맥시야사이에 위치한 외부 나레에 대한 식물성 두개골의 원소는 전통적으로 셉토맥실라라고 불리지만, 아마도 스쿼메이트와 시냅시드의격막증에 동종적이지는 않다. 두개골과 목 사이의 부착된 점은 전방의 경계를 따라서 날카로운 능선을 형성한다. 양턱에는 삼각형 모양의 날카로운 이빨이 존재하며 이것을 통해 먹이를 자르거나 씹었을 것으로 추정된다. 먹이로는 당대에 서식하던 물고기, 갑각류와 같은 육식성의 먹이와 양치식물과 같은 채식성의 먹이를 모두 섭식했을 잡식성의 악어로 추정된다.

## 생존시기와 서식지와 화석의 발견
프라부수쿠스가 생존하던 시기는 중생대의 트라이아스기 후기로서 지금으로부터 2억년전~1억 8천만년전에 서식했던 악어이다. 생존했던 시기에는 북아메리카를 중심으로 하는 강과 호수에서 주로 서식했던 종으로 추정된다. 화석의 발견은 2010년에 미국의 트라이아스기에 형성된 지층에서 미국의 고생물학자인 미셀 R. 스토커에 의해 처음으로 발견되어 새롭게 명명된 종이다.

## 같이 보기
- 악어
- 중생대
- 트라이아스기
- 파충류
- 화석